# Harmon Memorial Lectures in Military History
Die Harmon Memorial Lectures in Military History (auch: Harmon Memorial Lecture Series) sind eine renommierte Vorlesungsreihe zur Förderung von Militärgeschichte am Department of History der United States Air Force Academy (USAFA) in Colorado Springs, Colorado. Namensgeber ist Lieutenant General Hubert R. Harmon, dem ersten Superintendenten der Hochschule. Sie findet – mit wenigen Ausnahmen – seit 1959 mindestens einmal jährlich statt. Führende Militärhistoriker werden durch ein international besetztes Gremium von Historikern und der Universitätsverwaltung ausgesucht. Erster Lecturer war der US-amerikanische Historiker Wesley Frank Craven.

## Lecturer
- 1959: Wesley Frank Craven: Why Military History
- 1960: T. Harry Williams: The Military Leadership of the North and the South
- 1961: Louis Morton: Pacific Command: A Study in Interservice Relations
- 1962: William R. Emerson: Operation POINTBLANK: A Tale of Bombers and Fighters
- 1963: Frank E. Vandiver: John J. Pershing and the Anatomy of Leadership
- 1964: Maurice Matloff: Mr. Roosevelt's Three Wars:  FDR as War Leader
- 1965: Gordon A. Craig: Problems of Coalition Warfare: The Military Alliance Against Napoleon, 1813–1814
- 1966: Peter Paret: Innovation and Reform in Warfare
- 1967: Michael Howard: Strategy and Policy in Twentieth-Century Warfare
- 1968: Forrest C. Pogue: George C. Marshall: Global Commander
- 1969: Elting E. Morison: The War of Ideas: The United States Navy, 1870–1890
- 1970: Theodore Ropp: The Historical Development of Contemporary Strategy / Sir John Winthrop Hackett Junior: The Military in the Service of the State
- 1971: Martin Blumenson: The Many Faces of George S. Patton, Jr.
- 1972: Russell F. Weigley: The End of Militarism
- 1973: Irving Brinton Holley: An Enduring Challenge: The Problem of Air Force Doctrine
- 1974: John W. Shy: The American Revolution Today
- 1975: Edward M. Coffman: The Young Officer in the Old Army
- 1976: Robert M. Utley: The Contribution of the Frontier to the American Military Tradition
- 1977: Philip A. Crowi: The Strategist's Short Catechism: Six Questions Without Answers
- 1978: Noel F. Parrish: The Influence of Air Power upon Historians
- 1980: Richard A. Preston: Perspectives in the History of Military Education and Professionalism / Iriye Akira: Western Perceptions and Asian Realities
- 1981: D. Clayton James: Command Crisis: MacArthur and the Korean War
- 1982: John M. Blum: United Against: American Culture and Society During World War II
- 1984: Don Higginbotham: George Washington and George Marshall: Some Reflections on the American Military Tradition / Harold C. Deutsch: Military Planning and National Policy: German Overtures to Two World Wars
- 1985: Steven T. Ross: Napoleon and Maneuver Warfare
- 1986: John L. H. Keep: Soldiering in Tsarist Russia
- 1987: David MacIsaac: Leadership in the Old Air Force: A Postgraduate Assignment
- 1988: Sir Harry Hinsley: The Intelligence Revolution: A Historical Perspective
- 1989: Richard Overy: Air Power, Armies, and the War in the West, 1940
- 1990: George C. Herring: 'Cold Blood': LBJ's Conduct of Limited War in Vietnam
- 1991: Joyce C. Lebra: Postwar Perspectives on the Greater East Asia Co-Prosperity Sphere (verstarb, bevor er die Vorlesung halten konnte)
- 1992: John Edward Wilz: United States Policy Vis-a-vis Korea, 1850–1950
- 1994: David Kahn: Codebreaking and the Battle of the Atlantic / William Hardy McNeill: The Structure of Military-Technical Transformation
- 1995: Gerhard Ludwig Weinberg: The Place of World War II in History
- 1996: Dave R. Palmer: Shaping Junior Officer Values In The Twentieth Century: A Foundation For A Comparative Perspective
- 1997: Stephen L. McFarland: Battles Not Fought: The Creation of an Independent Air Force
- 1998: Warren F. Kimball: Fighting with Allies':  The Hand-Care and Feeding of the Anglo-American Special Relationship
- 1999: Richard H. Kohn: Threats to Civilian Control of the Military in the United States Today: An Historical Perspective
- 2000: Robert C. Doyle: Making Experience Count:  American POW Narratives from the Colonial Wars to Vietnam
- 2001: John F. Guilmartin, Jr.: The Aircraft that Decided World War II: Aeronautical Engineering and Grand Strategy, 1933–1945, The American Dimension
- 2002: Victor Davis Hanson: The West at War and Burdens of the Past
- 2003: Tom D. Crouch: Wright Brothers: Pattern for American Air and Space Power--Innovation and Legacy of Ingenuity of the WINGED CRUSADE
- 2004: Shannon E. French: The Code of the Warrior: The Values and Ideals of Warrior Cultures Throughout History
- 2005: Dennis Showalter: Patton and Rommel: Men of War in the Twentieth Century
- 2006: Roger D. Launius: National Security, Space, and the Course of Recent U.S. History
- 2007: Mark Clodfelter: Matching Mountains and Fulfilling Missions: One Graduate's Assessment of USAFA's True Value
- 2009: Robert A. Doughty: France and the Armistice of 1918
- 2010: Phillip S. Meilinger: Hubert R. Harmon and the Air Force Academy: The Man and the Issues / Holger H. Herwig: The Daemon of Geopolitics: Karl Haushofer, Rudolf Hess, and Adolf Hitler
- 2012: Grant T. Hammond: On The Making of History: John Boyd and American Security
- 2013: Rick Atkinson: Eisenhower Rising: The Ascent of an Uncommon Man
- 2014: Andrew Bacevich: Reflections on the Professional Military Ethic / Gregory J. W. Urwin: Abandoned to the Arts & Arms of the Enemy: Placing the 1781 Virginia Campaign in its Racial and Political Context